# El Brete
El Brete é uma comuna da província de Córdoba, na Argentina.